# Generale Achille Papa (cacciatorpediniere)
Il Generale Achille Papa è stato un cacciatorpediniere (e successivamente una torpediniera) della Regia Marina.

## Storia

### Gli anni Venti e Trenta

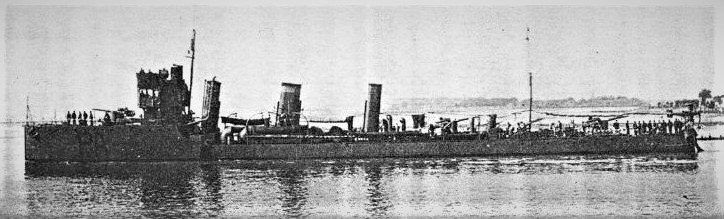
Il Papa fotografato nel 1922.

Costruita tra il dicembre 1919 ed il febbraio 1922, la nave faceva parte della classe Generali. Negli anni venti e trenta l'unità prese parte a varie crociere ed ebbe notevole impiego.
Il 20 agosto 1923, durante la crisi di Corfù, il Papa lasciò Taranto insieme ai gemelli Generale Marcello Prestinari, Generale Antonio Cantore e Generale Antonio Chinotto, ai cacciatorpediniere Giuseppe Sirtori e Giuseppe La Masa, alle corazzate Duilio ed Andrea Doria, all'esploratore Augusto Riboty, ad un dragamine ed a due navi ausiliarie: tale forza navale, che raggiunse Portolago, nell'isola di Lero, fu posta a protezione del Dodecaneso da eventuali atti di ostilità da parte della Grecia.

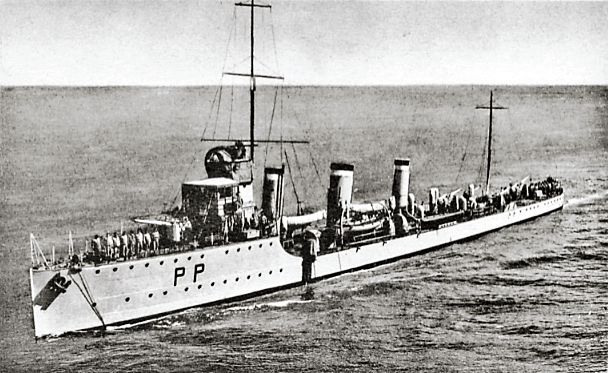
La torpediniera nei primi anni Trenta, con sigla "PP".

Nel 1929 il Papa, insieme ai gemelli Generale Antonio Cantore, Generale Carlo Montanari e Generale Marcello Prestinari e ad un altro cacciatorpediniere, il Giuseppe La Masa, formava la VI Squadriglia Cacciatorpediniere, che, insieme alla V Squadriglia (quattro unità) ed all'esploratore Carlo Mirabello, costituiva la 3ª Flottiglia della II Divisione Siluranti, aggregata alla 2ª Squadra, con base a Taranto.
Il 1º ottobre 1929 l'unità, come tutte le navi gemelle, fu declassata a torpediniera. Nel 1931 la Papa, insieme alla gemella Chinotto, alle torpediniere Nicola Fabrizi ed Enrico Cosenz ed all'esploratore Quarto, formava la Divisione Speciale al comando dell'ammiraglio Denti.
Nel 1936, in seguito a lavori di modifica, la Cascino venne dotata di strumentazioni per effettuare il dragaggio di mine in corsa. Nel 1939 la torpediniera venne sottoposta a lavori di rimodernamento dell'armamento: i 2 cannoni singoli da 76/40 Ansaldo Mod. 1917 furono rimpiazzati con due mitragliere binate Breda 20/65 Mod. 1935 e 2-4 mitragliere singole da 8/80 mm.

### La seconda guerra mondiale
All'ingresso dell'Italia nel secondo conflitto mondiale, il 10 giugno 1940, la Papa faceva parte della II Squadriglia Torpediniere (che formava unitamente alle gemelle Generale Antonino Cascino, Generale Antonio Chinotto e Generale Carlo Montanari), con base a La Maddalena. Durante la guerra la nave fu impiegata in missioni di scorta e di posa di mine dapprima nelle acque nordafricane e successivamente, a partire dal 1941, in Mar Tirreno (in prevalenza).

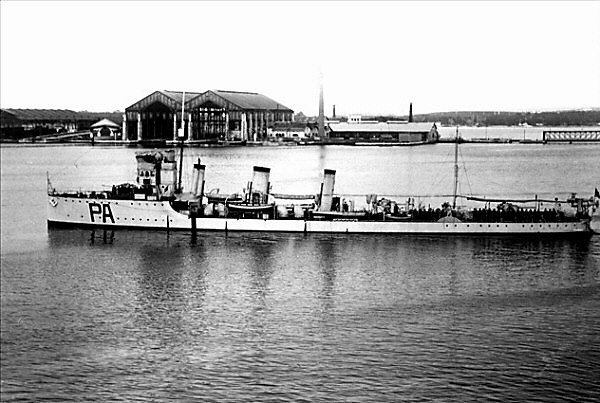
La Papa nella foto ufficiale

Nel periodo compreso tra il 6 giugno ed il 10 luglio 1940 la Papa, insieme a Cascino, Chinotto e Montanari, ai posamine Durazzo e Pelagosa ed agli incrociatori ausiliari Attilio Deffenu e Caralis, partecipò alla posa di 30 campi minati, 12 dei quali antisommergibile, nelle acque della Sardegna, per un totale di 2196 mine.
Alle 21:30 del 13 agosto 1940 l'unità lasciò Bengasi alla volta di Derna Libia), scortando il piroscafo Leopardi e la motonave Città di Messina, ma nella notte successiva il convoglio finì su un campo minato posato il 21 luglio dal sommergibile HMS Rorqual: alle 3:15 (od alle tre) del 14 il Leopardi urtò una mina (al momento si sospettò però che fosse stato colpito da un siluro) ed affondò in posizione 32°93' N e 21°03' E, sette miglia a est (o nord/nordest) di Tolmetta (Cirenaica). Il resto del convoglio rientrò a Bengasi.
Il 20 agosto, alle sette di sera, la torpediniera lasciò Tobruk diretta a Bengasi scortando i piroscafi Verace e Doris Ursino. L'indomani, alle 13:58 ed alle 14:02, il convoglio fu attaccato due volte dal sommergibile britannico Rorqual in posizione 32°58' N e 22°09' E (cinque miglia ad ovest/nordovest di Ras Hilal): il duplice attacco del sommergibile, che lanciò dei siluri dapprima contro la Papa (tre siluri) e poi contro il Doris Ursino, andò a vuoto, così come il violento contrattacco con cariche di profondità da parte della Papa (anche se si ritenne di aver affondato il sommergibile, e la notizia fu data nei bollettini di guerra n. 75 e 76 dell'EIAR).

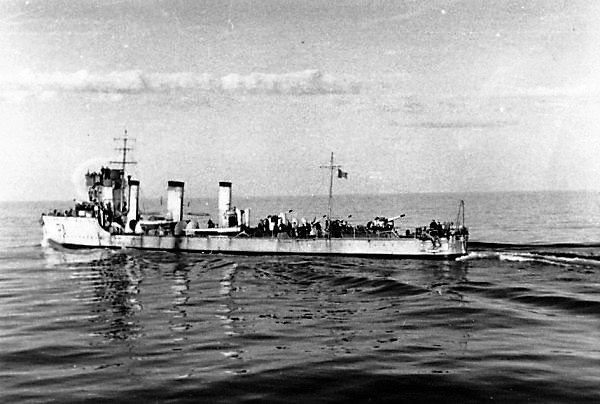
La nave durante una missione di scorta a Tripoli nel gennaio 1941. La foto è scattata da bordo della motonave Città di Messina.

Nel gennaio 1941 la Papa scortò a Tripoli la motonave Città di Messina, con a bordo personale della Regia Aeronautica. Il 7 di quello stesso mese la torpediniera rimorchiò il cacciatorpediniere Strale e la moderna motonave Marco Foscarini, che si erano incagliati sulle secche di Kerkennah.
Alle 5:30 del 24 febbraio 1941 l'unità salpò da Tripoli, scortando quindi in Italia i mercantili Arta, Nirvo e Giovinezza (il convoglio fruì anche della scorta indiretta degli incrociatori leggeri Giovanni delle Bande Nere ed Armando Diaz e dei cacciatorpediniere Ascari e Corazziere).
Il 6 marzo, alle otto di sera, la Papa lasciò Palermo per scortare, insieme all'incrociatore ausiliario Attilio Deffenu, i piroscafi Caffaro, Tanaro, Capo Vita e Fenicia. La Papa scortò il convoglio solo sino a Trapani, dopo di che, l'8 marzo, questo ripartì per Tripoli con la scorta del solo Deffenu (nella successiva navigazione, il Caffaro poco dopo la partenza andò ad incagliarsi e dovette rientrare a Trapani in avaria, accompagnato dal Tanaro, mentre Fenicia e Capo Vita furono silurati ed affondati rispettivamente dai sommergibili Unique ed Utmost). Secondo altre fonti la Papa rientrò a Trapani insieme a Caffaro e Tanaro il 9 marzo, dopo l'affondamento del Capo Vita, che alle 12:05, colpito da un siluro dell'Utmost, era esploso ed affondato con tutto l'equipaggio in posizione 36°09' N e 11°07' E (o 36°10' N e 11°12' E), 25 miglia a nord di Kuriat (Tunisia). Tale attacco era stato preceduto da un altro, infruttuoso, da parte dello stesso Utmost, che alle 10:05 aveva vanamente lanciato quattro siluri contro il Deffenu una cinquantina di miglia a sud/sudovest di Pantelleria.
Il 9 aprile la nave salpò da Napoli per scortare a Tripoli, insieme al cacciatorpediniere Dardo ed alle torpediniere Clio ed Enrico Cosenz, le motonavi Andrea Gritti, Sebastiano Venier, Rialto, Birmania e Barbarigo: il convoglio giunse a Tripoli senza problemi il giorno 11.
Nei giorni successivi al 16 aprile la torpediniera, insieme a numerose altre unità, prese parte alle operazioni di soccorso dei naufraghi del convoglio «Tarigo», distrutto da una formazione di cacciatorpediniere britannici in uno scontro che aveva causato la perdita dei cacciatorpediniere Lampo (poi recuperato), Baleno e Luca Tarigo e dei mercantili Arda, Adana, Aegina, Iserlohn e Sabaudia (su circa 3000 uomini a bordo delle otto navi dell'Asse furono tratti in salvo solo 1271 superstiti), nonché del cacciatorpediniere britannico Mohawk.

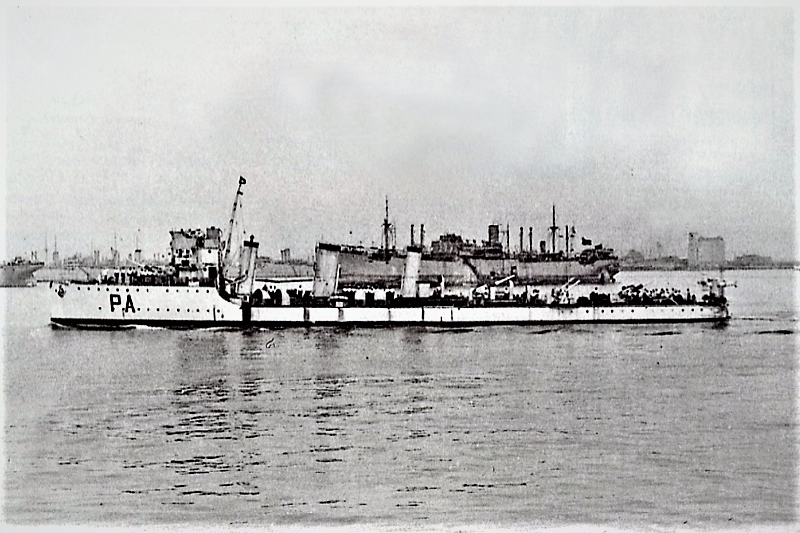
La Papa entra a Tripoli il 2 agosto 1941, dopo l'affondamento del sommergibile britannico Cachalot.

Il 30 luglio 1941, alle 3:40 o 3:43 (secondo alcune fonti all'alba, per altre alle due di notte) la Papa, al comando del tenente di vascello di complemento Gino Rosica, stava scortando il piroscafo Capo Orso (le due navi erano partite alle due di notte del 28) nel golfo della Sirte, quando quest'ultimo, circa 45 miglia ad ovest di Bengasi, venne attaccato col cannone dal sommergibile britannico Cachalot, che era emerso. Secondo altre fonti l'unità avversaria attaccò con il cannone proprio la Papa, avendola scambiata per una piccola nave cisterna, e la nave italiana rispose al fuoco. Avvistato il sommergibile nella foschia, a qualche centinaio di metri a proravia, la torpediniera aprì il fuoco con il pezzo di prua, danneggiando il sommergibile, e manovrando al contempo a tutta forza per speronarlo, in modo da impedirgli di immergersi per impiegare i siluri. 

Un'altra immagine della nave in entrata a Tripoli il 2 agosto 1941, salutata alla voce dagli equipaggi delle altre unità.

 Giunta la nave a poche decine di metri dal Cachalot, che aveva iniziato l'immersione rapida, il comandante Rosica ordinò macchina indietro tutta, riducendo così la violenza dell'impatto (in modo da evitare che la prua della nave s'incastrasse nei rottami del sommergibile), ma conservando sufficiente abbrivio da speronare l'unità nemica (a proravia della torretta) ed aprirvi un ampio squarcio (per altra fonte, dopo il cannoneggiamento, il comandante Rosica, vedendo che l'equipaggio stava già abbandonando l'unità, interruppe la manovra di speronamento). Il sommergibile (il cui affondamento, secondo alcune fonti, fu accelerato dall'equipaggio) s'inabissò circa dieci minuti dopo lo speronamento, in posizione 32°49' N e 20°11' E, 45 miglia a nord di Bengasi. Tutto l'equipaggio del Cachalot (per alcune fonti 70 uomini su 71, mentre per altre i prigionieri furono 5 ufficiali e 62 sottufficiali e marinai del Cachalot, nonché due ufficiali e 18 sottufficiali e marinai di passaggio, imbarcati sul sommergibile per il viaggio da Malta ad Alessandria), ad eccezione del cuoco maltese, rimasto intrappolato nel locale cucina, venne tratto in salvo dalla Papa e trasportato a Bengasi. Dato che l'equipaggio italiano, come spesso accadeva su vecchie unità, era a ranghi ridotti e non in grado di condurre la nave ed al contempo badare ai prigionieri, il comandante Rosica chiese ed ottenne la collaborazione del comandante del Cachalot, il tenente di vascello Hugo Rowland Barnwell Newton, per la sistemazione dei prigionieri. Durante il salvataggio dei naufraghi un ufficiale della torpediniera, il guardiamarina Henke, inviò a Supermarina un messaggio con cui comunicava l'affondamento del sommergibile (nonostante un ordine del comandante Rosica in senso contrario), e ciò causò il decollo da Malta di aerosiluranti diretti contro la Papa, che tuttavia non trovarono. Il comandante Rosica fu decorato con la Medaglia d'argento al valor militare, e l'affondamento del Cachalot fu citato nel bollettino n. 426 dell'EIAR ed illustrato su un'edizione della Domenica del Corriere. 

La torpediniera con colorazione mimetica.

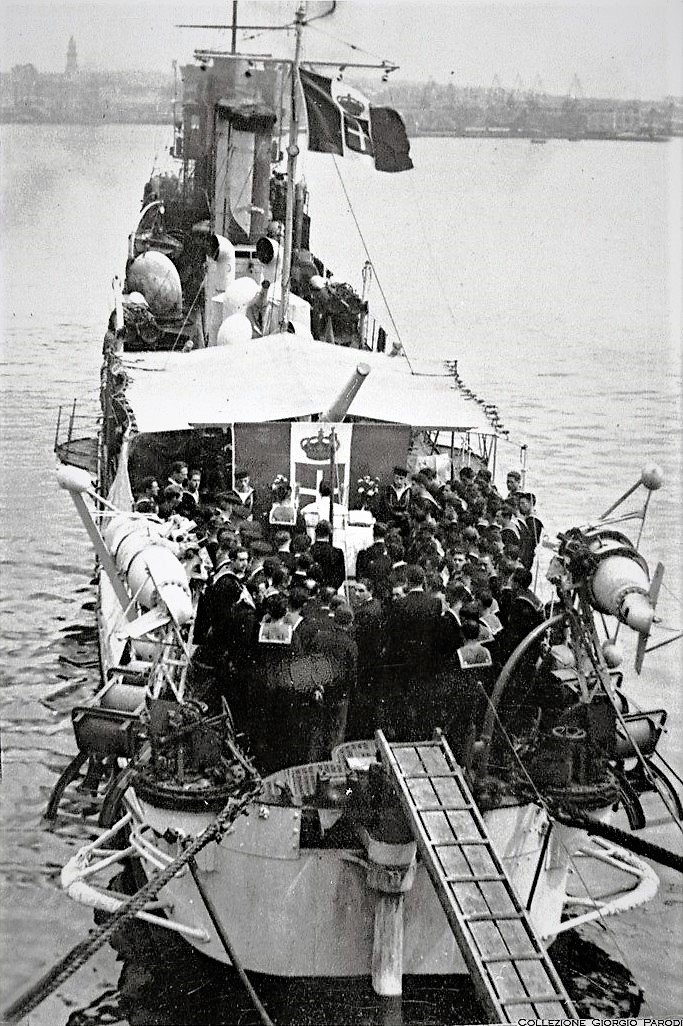
La Papa nel 1942.

Il 24 dicembre 1941 la Papa, in navigazione al largo delle coste libiche, soccorse una zattera Carley dalla quale recuperò l'unico superstite dei 767 (o 764) membri dell'equipaggio dell'incrociatore HMS Neptune, saltato su mine cinque giorni prima. Sulla zattera, che aveva inizialmente a bordo una trentina di naufraghi (ridottisi a 16 dopo la prima notte ed a quattro entro il quarto giorno), vi erano i due Able Seamen Norman Walton ed Albert W. F. Price: Walton, avendo visto un aereo italiano, ne aveva attirato l'attenzione, ed un'ora dopo sopraggiunse la Papa, che soccorse i due uomini: Price morì quasi subito, mentre Walton, portato nell'ospedale di Tripoli, fu l'unico sopravvissuto.
Il 12 gennaio 1942 la Papa lasciò Napoli insieme al cacciatorpediniere Freccia, scortando un convoglio diretto a Tripoli.
Alla proclamazione dell'armistizio, l'8 settembre 1943, la Papa si trovava ai lavori a Genova (per altre fonti a La Spezia), ed il 9 settembre fu catturata dalle forze tedesche. Secondo altre fonti la nave si autoaffondò il 9 settembre a La Spezia per evitare la cattura, ma fu poi recuperata. Incorporata nella Kriegsmarine, la nave venne ribattezzata TA 7, entrando in servizio sotto bandiera tedesca, come torpediniera, il 17 ottobre 1943, ma già il giorno seguente, il 18 ottobre, fu riclassificata avviso scorta e ridenominata SG 20 (altre fonti non menzionano l'iniziale denominazione di TA 7 ed affermano invece che dopo il recupero la Papa divenne SG 20, mentre altre riportano entrambe le denominazioni, ma sostengono che la nave non entrò mai in servizio).
Utilizzata come nave scorta, già il 1º novembre 1943 la SG 20 fu posta fuori servizio, in seguito ai gravi danni riportati nell'urto contro una mina.
Ulteriormente (e pesantemente) danneggiata a Genova il 6 gennaio 1944 durante un bombardamento aereo statunitense, il 24 aprile 1945 la nave fu affondata dai tedeschi nel porto di Oneglia, per ostruirne l'imboccatura. Secondo altre fonti la nave fu affondata a Genova da un bombardamento il 6 gennaio 1944 e definitivamente distrutta in un altro bombardamento statunitense il 12 od il 16 gennaio 1944 (oppure affondata il 12 od il 16), recuperata nell'aprile 1945 dai tedeschi e quindi da questi affondata all'imboccatura del porto di Oneglia il 25 aprile. Riportata a galla nel 1947, la nave venne radiata il 27 marzo di quello stesso anno e demolita.